# Love That (EP de Seaforth)
Love That es el EP debut del dúo australiano Seaforth. Fue lanzado el 12 de abril de 2019 por Sony Music Entertainment. El álbum fue producido por el dúo junto a Dann Huff. De este EP se desprende el sencillo «Love That».

## Lista de canciones
| Love That |                      |                     |          |  |
| N.º       | Título               | Productor(es)       | Duración |  |
| 1.        | «Love That»          | Seaforth, Dann Huff | 3:10     |  |
| 2.        | «Talk to Me»         | Seaforth, Dann Huff | 2:56     |  |
| 3.        | «Good and Gone»      | Seaforth, Dann Huff | 3:07     |  |
| 4.        | «Taken Your Picture» | Seaforth, Dann Huff | 3:32     |  |